# Aphelandra pepe-parodii
Aphelandra pepe-parodii är en akantusväxtart som beskrevs av D.C. Wasshausen. Aphelandra pepe-parodii ingår i släktet Aphelandra och familjen akantusväxter. Inga underarter finns listade i Catalogue of Life.